# Chief 1
Lars Pedersen (født 17. februar 1970), bedre kendt som Chief 1 er en dansk sanger, sangskriver, musikproducer, DJ, rapper, manager og artist. Hans far Jan Pedersen var trommeslager i det populære 60'er rock and roll band The Cliffters.
Han var med til at starte rapgruppen Rockers By Choice og har produceret musik til en lang række andre kunstnere.

## Samarbejder
I 1984 dannede Chief 1 med sin bror Per ’Dee Pee’ Danmarks første rapgruppe Rockers By Choice. Gruppen bestod af Chief 1, Dee Pee, Master Phoze, MC Pete og MC Swan. Senere blev Master Phoze og MC Swan erstattet af DJ Kool K og Isbjerg.
Siden slut 80'erne til nu har Chief 1 skrevet, produceret, opdaget og remixet for et hav af artister og bands, bl.a.: Ace of Base, Basim, Bryan Rice, Danseorkestret, Danser med Drenge, Danny Kool, Drengene fra Angora, Dodo & The Dodos, Christian Brøns, Gnags, Humleridderne, Jennifer Paige, Lars H.U.G, L.I.G.A, Love Shop, Kim Larsen, Michael Lears To Rock, Smokie, Anne Dorte Michelsen, Chris Norman, Nik & Jay, Nexus, Patrik Isaksson, Albert Heath, Bo Evers, Razz, Remee, Sanne Salomonsen, Sound of Seduction, The Sandmen, Shu-di-dua, Thomas Blachmann, Outlandish, The Dreams, Niklas, Michael Falch, Soluna Samay, Gabriellas, Bamse, Johnny Madsen, Niki Topgaard m.fl.
I 1991 udgav han julesangen "Op til Jul" sammen med Jazzy H under aliasset BOSSEN & Bumsen. Den har været inkluderet på flere af NOW Musics julealbum.
Chief 1 deltog i efteråret 2019 i TV 2’s program Toppen af Poppen.

## Udvalgt albumdiskografi
- Christian – Du kan gøre hvad du vil (2001)
- Kim Larsen & Kjukken – Weekend Music (2001)
- Michael Learns to Rock – Michael Learns to Rock (2004)
- Bryan Rice – Confessional (2006)
- Basim – Alt det jeg ville have sagt (2008)
- Smokie – Take a Minute (2010)
- Outlandish – Warrior // Worrier (2012)
- Soluna Samay – Soluna Samay (2013)
- Big Fat Snake – IdiOcrazy (2014)
- Johnny Madsen – Godt nyt (2015)
- Chief 1 - Slip (2017)